# Diamètre galactique
Les diamètres galactiques sont généralement mesurés en années-lumière.
Une année-lumière est égale à la distance que parcourt la lumière dans le vide en l'espace d'une année, soit environ 10 000 milliards de kilomètres.

## Catalogue des diamètres des galaxies
| Rang | Galaxie             | Diamètre en a.l. | Distance en a.l. | Type                      |
| ---- | ------------------- | ---------------- | ---------------- | ------------------------- |
| 1    | IC 1101             | 6 000 000        | 1 070 000 000    | Elliptique                |
| 2    | Hercules A          | 1 500 000        | 2 100 000 000    | Elliptique                |
| 3    | Malin 1             | 660 000          | 1 400 000 000    | Spirale barrée            |
| 4    | NGC 6872 et IC 4970 | 522 000          | 212 000 000      | Spirale                   |
| 5    | Cygnus A            | 500 000          | 760 000 000      | Radiogalaxie              |
| 6    | NGC 1316 Fourneau A | 250 000          | 70 000 000       | Lenticulaire              |
| 7    | NGC 4921            | 230 000          | 320 000 000      | Spirale                   |
| 8    | M101 Moulinet       | 170 000          | 23 000 000       | Spirale                   |
| 9    | Andromède           | 140 000          | 2 550 000        | Spirale                   |
| 10   | M109                | 130 000          | 55 100 000       | Spirale barrée            |
| 11   | Objet de Hoag       | 120 000          | 600 000 000      | Galaxie à anneau          |
| 12   | M100                | 120 000          | 56 000 000       | Spirale                   |
| 13   | Voie lactée         | 100 000          | 78 000           | Spirale barrée            |
| 14   | M51                 | 100 000          | 31 000 000       | Spirale                   |
| 15   | NGC 4565            | 100 000          | 40 000 000       | Spirale                   |
| 16   | M64                 | 80 000           | 17 000 000       | Spirale                   |
| 17   | M74                 | 80 000           | 30 000 000       | Spirale                   |
| 18   | NGC 253             | 70 000           | 11 500 000       | Spirale intermédiaire     |
| 19   | M96                 | 66 000           | 41 000 000       | Spirale                   |
| 20   | M81                 | 60 000           | 11 800 000       | Spirale                   |
| 21   | M33                 | 50 000           | 3 000 000        | Spirale                   |
| 22   | M104                | 50 000           | 2 800 000        | Spirale                   |
| 23   | Segue 2             | 10 000           | 114 000          | Galaxie naine sphéroïdale |
| 24   | GN-z11              | 4 000            | 13 400 000 000   | Galaxie primitive         |
| 25   | A2744 YD4           | 3 000            | 13 200 000 000   | Protogalaxie              |